# The Doomsayer
The Doomsayer ist eine 2012 gegründete, fünfköpfige Hardcore-Band aus dem nordwestitalienischen Mondovì.

## Geschichte
Nachdem sich die italienische Deathcore-Band Stigma im Jahr 2012 aufgelöst hatte, gründeten vier ehemalige Musiker der Gruppe im März des gleichen Jahres die Gruppe The Doomsayer. Stefano Ghersi (Gesang), Andrea Bailo (Gitarre, Gesang), Flavio Magnaldi (Bass) und Stefano Ghigliano (Schlagzeug) sind die Gründungsmitglieder der Band.
Für 2013 war die Gruppe für das Mair1 Festival in Montabaur bestätigt worden. Die Band spielte am 28. Juni 2013 auf der EMP Stage mit A Traitor Like Judas, Antagonist A.D., Every Time I Die, Chelsea Grin und The Bouncing Souls.
Zwischenzeitlich brachte die Band ihre Single Fire. Everywhere. heraus. Inzwischen steht das Quartett bei Candlelight Records unter Vertrag. Über dieses Label erschien am 28. Oktober 2013 ihr Debütalbum. Es trägt ebenfalls den Titel Fire. Everywhere. Das Album wurde in den Ridgeway Studios (unter anderem nahmen Bury Tomorrow und The HAARP Machine dort ihre Alben auf) in Oxfordshire und in den Lambesis Studios (u. a. As I Lay Dying, Winds of Plague) in San Marcos, Kalifornien aufgenommen.

## Diskografie

### Singles
- 2012: Fire. Everywhere.

### Alben
- 2013: Fire. Everywhere. (Candlelight Records)